# Trausch-ház
A brassói Trausch-ház a Lópiac utca (románul strada George Barițiu) déli oldalán áll, alig ötven méterre a Fekete templomtól. Több évszázadon keresztül a Trausch család birtokolta, 1910-től a brassói evangélikus egyházközség tulajdona. A romániai műemlékek listájában BV-II-m-B-11306 azonosító alatt tartják nyilván.

## Története
A ház a 16. századból származik, és a város egykori Katalin-fertályában volt. Az évszázadok során többször átépítették, jelenlegi formáját a 19. században nyerte el. A vizet 1893-ban, a villanyt az első világháború után, a gázt 1943-ban vezették be.
A Trausch család az elzászi Straßburgból származik, ahol Heinrich Trausch 1560-ban kapuőrként szolgált, egyik fia városi tanácsos, egy másik pedig történész volt. A 17. század közepén az elzászi Trauschok eltűnnek, viszont megjelenik a család egy erdélyi ága: 1606-ban Georg Trauscht Prépostfalván, 1641-ben pedig Bürkösön jegyzik evangélikus lelkészként. Georg unokája, Paul (†1691) Brassóban telepedett le; mind ő, mind fia, idősebb Nathanael (1679–1768) lelkészként szolgáltak. Idősebb Nathanaeltől származik a Trausch család két nagy ága: a polgári ág (ifjabb Nathanael leszármazottai), és a nemesi von Trauschenfels ág (Georg leszármazottai).
A brassói Trausch-ház első feljegyzett tulajdonosa ifjabb Nathanael Trausch (1713–1772) ötvösmester volt, őt követte Johann Joseph Trausch (1768–1831) városi tanácsos és kerületi felügyelő, majd Franz Joseph Trausch (1795–1871) irodalom- és helytörténész, kinek legfontosabb műve az erdélyi német szerzők életrajzi lexikonja (Schriftsteller-lexikon oder biographisch-literarische denk-blatter der Siebenbürger Deutschen). Franz Joseph Trausch halála után a ház házasság révén a von Theuerkauf, majd a Fabritius család birtokába került. 1910-ben megvásárolta az evangélikus egyházközség, azóta egyesületeknek, cégeknek, üzleteknek ad otthont.

## Leírása
Homlokzata négy tengelyes, a boltozatos, kerékvetőkkel ellátott kapuív a negyedik tengelyben van. Az emeleti ablakkeretek valószínűleg a 19. század első felében, a ház átépítésekor készültek. Az egyik földszinti teremben egy 16. századi reneszánsz kő ajtókeret látható, mely felirat és címer nyomait is viseli, ám ezek azonosítása ma már lehetetlen. Ez az ajtó a templomudvarba nyílt, mikor a szomszédos, 5. szám alatti 17. századi ház még nem létezett.
A épület ismertetőjele a fehér lovat és holdsarlót ábrázoló cégér. Ezt eredetileg Günter Schuller városi építész készítette a Főtér és a Lópiac sarkán álló Benkner-ház számára, hogy szélkakasként elhelyezzék annak tetején az 1988-as felújítás alkalmával. A hatalom azonban nem engedélyezte a szélkakas felállítását, így a műalkotás cégérként a Trausch-házra került. A lovon (mely az utca nevére utal) és a holdon kívül a cégér a házszámot és a földszinti üzlet cégtábláját is hordozza.

## Képek

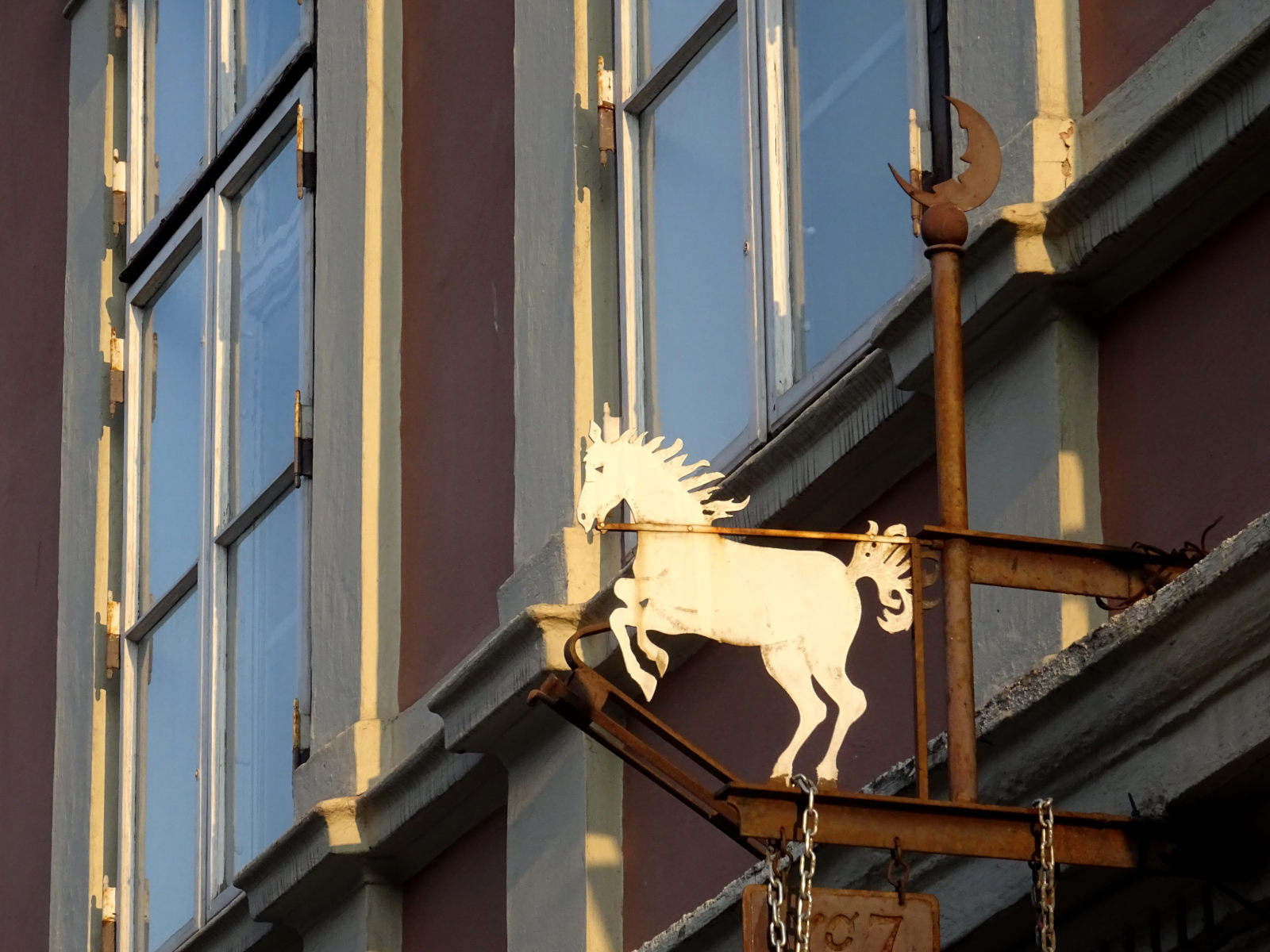
A lovas cégér
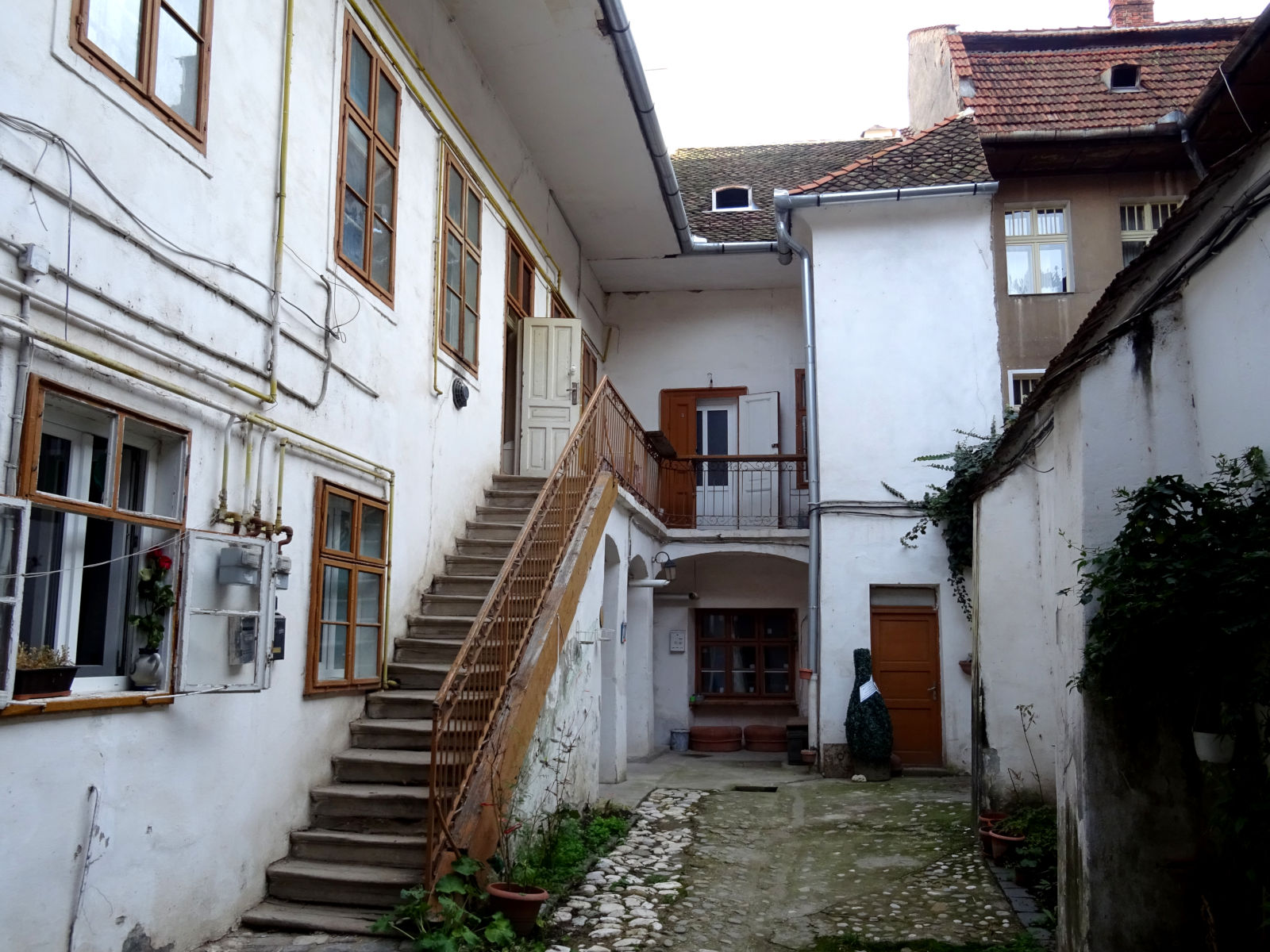
Belső udvara